# Bahia Center
Pour les articles homonymes, voir Bahia (homonymie).
Le Bahia Center est un ensemble de quatre gratte-ciel résidentiels identiques à Oran en Algérie. Situées sur la route des Falaises à 3 km du centre-ville, les quatre tours mesurent 111 mètres chacune.

## Composition
Le Bahia Center est composé de quatre tours identiques : Tower 1, 111 m, 31 étages; Tower 2, 111 m, 31 étages; Tower 3, 111 m, 31 étages et Tower 4, 111 m, 31 étages